# Otto Vesterlund
Per Otto Vesterlund, född 25 mars 1857 i Västerås, död 16 april 1953 i Älvdalens socken, var en svensk jägmästare.
Otto Vesterlund var son till byggmästaren Olof Otto Vesterlund och Kristina Högberg. Han avlade mogenhetsexamen i Stockholm 1875 och genomgick efter teologiska studier Skogsinstitutet 1879–1881. Efter förordnanden som extra jägmästare i Örbyhus revir i Uppland 1882–1884 och Olands revir 1884–1890 blev han tillförordnad lektor i zoologi med mera vid Skogsinstitutet 1890 och biträdande jägmästare i Jokkmokks revir i Lappland samma år, samt var lärare i skogshushållning vid Åminne lantbruksskola i Överluleå socken 1891–1893. Han blev tillförordnad jägmästare i Jokkmokks revir 1894 och utnämndes till jägmästare i Norra Hälsinglands revir 1899, i Jokkmokks revir 1900 och i Österdalernes revir (Älvdalen) 1910. Från befattningen i Älvdalen avgick han 1922. 1888–1889 företog han en botanisk och entomologisk resa till Florida. Vesterlund publicerade Lappmarksbilder (1903), Tjugu år i Norrbotten (1925), ett stort antal tidskriftsuppsatser med motiv från Norrland och Dalarna samt skolminnen och turistskildringar. Bland hans många botaniska skrifter, som huvudsakligen har skogligt, floristiskt och växtgeografiskt innehåll, märks Skogen (Svenskt folkbibliotek 1908). Han tillhörde skidsportens pionjärer i Sverige och var bland annat en tid styrelseledamot i Föreningen för skidlöpningens främjande i Sverige samt medarbetare i dess tidskrift På skidor. Själv blev han känd som god och uthållig skidlöpare. Bland annat åkte han två dagar före sin sjuttioårsdag nio mil från Älvdalen till Härjedalen.